# Wissadula costaricensis
Wissadula costaricensis är en malvaväxtart som beskrevs av Standley. Wissadula costaricensis ingår i släktet Wissadula och familjen malvaväxter. Inga underarter finns listade i Catalogue of Life.